# 龙田镇 (宁乡市)
龙田镇是中国湖南省宁乡市下辖镇，龙田镇位于宁乡县西部，处宁乡市、安化县与涟源市三县市交汇处。地缘上，龙田镇北连巷子口镇，东与沙田乡、青山桥镇接壤，南与涟源市七星街镇交界，西与安化县高明乡毗邻。辖域面积72.5平方公里，人口2.1万人（2000年人口普查21,805人），下辖7个行政村1社区。

## 历史
龙田镇由原龙田乡和七里山乡于1995年合并设立。

## 区划
截止2016年，下辖5个行政村1社区，分别为龙田社区，月塘村、白花村、七里山村、横岭村和石屋村。

## 地理
龙田镇是山区乡镇，平均海拔571米，森林覆盖率82.6%。龙田镇的山野间有樱花。

## 经济
龙田镇出产药材，主要有天麻、百合、黄姜等。矿产资源丰富，已开发利用的有锰、钨、钒、石英、萤石、花岗石等，石煤、云母、钾长石等尚待开发。 

## 教育
- 小学：龙田镇小学
- 初中：龙田镇七里山初级中学

## 交通
省道S311从东南往西北途径龙田镇，连接东南方的青山桥镇，西北方的高明乡。
县道X104从东北往西南穿过巷子口镇，东北连接巷子口镇，在龙田镇七里山分院和县道X106连接通往沙田乡，在西南方通往七星街镇。